# Bella vera
Bella vera è un brano musicale degli 883, pubblicato come primo singolo tratto dall'album Uno in più del 2001.
Il brano è contenuto anche in TuttoMax e Le canzoni alla radio.
C'è anche un secondo titolo "Non è il caldo ma"

## Il brano
La canzone partecipa al Festivalbar 2001, ed ottiene un ottimo riscontro radiofonico e commerciale, diventando uno dei tormentoni dell'estate 2001. Quello stesso anno, il brano venne scelto da Fabrizio Frizzi come sigla per Miss Italia.

## Il video
Il videoclip ufficiale della canzone è stato girato dai Manetti Bros. negli Stati Uniti a Los Angeles.
Max Pezzali interpreta lo stereotipato venditore di automobili usate statunitense, dotato di classico cappello da cowboy. Nella concessionaria, chiamata Max Cars, si tiene contemporaneamente un concorso di bellezza, la cui vincitrice viene scelta tramite televoto. Tra le ragazze in gara c'è anche la bellissima Rhonda, interpretata dalla modella Diana Kauffman, vestita con una tuta attillata di pelle nera, e sarà proprio lei a vincere su tutte le altre.
I due video girati a Los Angeles dai Manetti Bros. delle canzoni Bella vera e La lunga estate caldissima, secondo singolo estratto dall'album, erano contenuti nel CD dell'album Uno in più.

## Tracce
1. Bella vera
2. Bella vera (Instrumental)
3. Tieni il tempo (european remix)
4. Nord sud ovest est (european remix)
5. Nella notte (european remix)

## Formazione
- Max Pezzali - voce
- Matteo Bassi - basso
- Claudio Borrelli - percussioni
- Fabrizio Frigeni - chitarra
- Marco Guarnerio - cori
- Michele Monestiroli - sassofono
- Daniele Moretto - tromba
- Eugenio Mori - batteria
- Matteo Salvadori - chitarra
- Alberto Tafuri - tastiere
- London Session Orchestra - archi (diretti dal maestro Alberto Tafuri)

## Classifiche
| Posizione | 6 | 6 | 8 | 10 | 14 | 16 |